# فنلاند در المپیک تابستانی ۱۹۸۴
فنلاند در بازی‌های المپیک تابستانی ۱۹۸۴ که در شهر لس آنجلس ایالات متحده آمریکا برگزار شد، کاروان فنلاند با ۸۶ ورزشکار در این رقابت‌ها شرکت کرد و موفق به کسب ۱۲ مدال (۴ طلا، ۲ نقره، ۶ برنز) شد. در جدول رتبه‌بندی توزیع مدال‌ها، فنلاند در ردهٔ ۱۵ مسابقات قرار گرفت.